# Susanna Centlivre
Susanna Centlivre, även känd som Susanna Carroll, född Freeman 1669, död 1 december 1723, var en engelsk skådespelare, poet och pjäsförfattare. 
Hon var engagerad som skådespelare vid Drury Lane Theatre. Hon är främst ihågkommen för sitt verk som pjäsförfattare, i vilket hon debuterade år 1700. 
En krater på Venus har fått sitt namn efter henne. 